# Radio Stanvaste
Radio Stanvaste is een radio-omroep uit Rotterdam die oorspronkelijk in 1998 werd opgericht. Uitzendingen zijn via de kabel en gericht op migranten. Stanvaste is Sranantongo (Surinaams) voor volhoudend.
De zender werd oorspronkelijk op 27 augustus 1998 opgericht als Stichting Stanvaste Jongeren en Migranten Omroep Nederland. De stichting ging in 2004 failliet en Radio Stanvaste maakte hierna een doorstart.
In 2011 zou de zender een van de ketikotifestivals in de stad organiseren. De beveiliging zou echter niet op tijd geregeld zijn en daarnaast ontstond er in de week voor het festival ruzie over de financiën. Het festival werd daardoor afgelast waardoor er een grote schadepost ontstond. De stichting verhuisde vervolgens voor veel geld naar een ander pand en kwam in financiële problemen. Begin september 2013 sprak de rechter het faillissement uit.
In augustus 2013 maakten vrijwilligers een herstart onder de naam Stichting Jongeren en Migranten Omroep (st JMO), met uitzendingen via het internet. De formele oprichting vond op 1 september plaats. De programma's werden in een nieuwe setting op basis van de oude radioprogrammering geproduceerd. Het doel is onveranderd het informeren en activeren van migranten gebleven.